# روكو سيميتش
روكو سيميتش (مواليد 10 سبتمبر 2003) هو لاعب كرة قدم كرواتي يلعب كمهاجم في نادي ريد بل سالزبورغ.

## وصلات خارجية
- روكو سيميتش على موقع اتحاد كرواتيا (الكرواتية)
- روكو سيميتش على موقع قاعدة بيانات كرة القدم.إي يو (الإنجليزية)
- روكو سيميتش على موقع ليكيب (الفرنسية)
- روكو سيميتش على موقع Soccerway.com (الإنجليزية)
- روكو سيميتش على موقع عالم كرة القدم.نت (الإنجليزية)